# Nebelhorn Trophy 2016
Nebelhorn Trophy 2016 – trzecie zawody łyżwiarstwa figurowego z cyklu Challenger Series 2016/2017. Zawody rozgrywano od 22 do 24 września 2016 roku w hali Eissportzentrum Oberstdorf w Oberstdorfie.
Wśród solistów triumfował Rosjanin Aleksandr Pietrow, natomiast w rywalizacji solistek Japonka Mai Mihara. W parach sportowych wygrali reprezentanci gospodarzy Alona Sawczenko i Bruno Massot. Tytuł w rywalizacji par tanecznych wywalczyli Włosi Anna Cappellini i Luca Lanotte.

## Wyniki

### Soliści
| Poz. | Zawodnik            | Nota łączna | SP | SP    | FS | FS     |
| ---- | ------------------- | ----------- | -- | ----- | -- | ------ |
| 1    | Aleksandr Pietrow   | 232,21      | 1  | 75,13 | 1  | 157,08 |
| 2    | Jorik Hendrickx     | 223,04      | 5  | 71,90 | 2  | 151,14 |
| 3    | Grant Hochstein     | 217,25      | 2  | 75,00 | 3  | 142,25 |
| 4    | Julian Zhi Jie Yee  | 212,27      | 4  | 72,59 | 5  | 139,68 |
| 5    | Liam Firus          | 210,09      | 3  | 74,57 | 7  | 135,52 |
| 6    | Artur Dmitrijew Jr. | 209,19      | 6  | 71,36 | 6  | 137,83 |
| 7    | Timothy Dolensky    | 207,49      | 7  | 67,76 | 4  | 139,73 |
| 8    | Paul Fentz          | 199,20      | 8  | 65,63 | 8  | 133,57 |
| 9    | Sei Kawahara        | 184,43      | 9  | 63,04 | 9  | 121,39 |
| 10   | Franz Streubel      | 174,37      | 10 | 69,21 | 10 | 115,16 |
| 11   | Meng Ju Lee         | 128,19      | 11 | 40,92 | 11 | 87,27  |
| 12   | Marco Klepoch       | 121,17      | 12 | 39,15 | 12 | 82,02  |

### Solistki
| Poz. | Zawodniczka              | Nota łączna | SP  | SP    | FS  | FS     |
| ---- | ------------------------ | ----------- | --- | ----- | --- | ------ |
| 1    | Mai Mihara               | 189,03      | 2   | 63,11 | 1   | 125,92 |
| 2    | Jelizawieta Tuktamyszewa | 185,93      | 1   | 65,20 | 2   | 120,73 |
| 3    | Gabrielle Daleman        | 175,40      | 3   | 60,15 | 3   | 115,25 |
| 4    | Park So-youn             | 161,95      | 5   | 55,71 | 4   | 106,24 |
| 5    | Amber Glenn              | 157,68      | 4   | 55,92 | 6   | 101,76 |
| 6    | Sierafima Sachanowicz    | 154,68      | 6   | 52,69 | 5   | 101,99 |
| 7    | Loena Hendrickx          | 139,43      | 10  | 45,36 | 7   | 94,07  |
| 8    | Lutricia Bock            | 129,62      | 8   | 50,82 | 8   | 78,80  |
| 9    | Karly Robertson          | 126,79      | 7   | 51,11 | 11  | 75,68  |
| 10   | Elizaveta Ukolová        | 123,96      | 9   | 49,87 | 12  | 74,09  |
| 11   | Brooklee Han             | 121,26      | 12  | 44,53 | 10  | 76,73  |
| 12   | Karoliina Luhtonen       | 113,06      | 13  | 36,12 | 9   | 76,94  |
| 13   | Jérômie Repond           | 94,35       | 14  | 31,65 | 13  | 62,70  |
| WD   | Isadora Williams         | DNF         | 11  | 45,31 | DNF | DNF    |
| WD   | Emmi Peltonen            | DNS         | DNS | DNS   | DNS | DNS    |

### Pary sportowe
| Poz. | Zawodnicy                             | Nota łączna | SP | SP    | FS | FS     |
| ---- | ------------------------------------- | ----------- | -- | ----- | -- | ------ |
| 1    | Alona Sawczenko / Bruno Massot        | 203,04      | 1  | 74,24 | 1  | 128,80 |
| 2    | Lubow Iluszeczkina / Dylan Moscovitch | 184,40      | 2  | 65,98 | 2  | 118,42 |
| 3    | Mari Vartmann / Ruben Blommaert       | 162,38      | 3  | 57,74 | 3  | 104,64 |
| 4    | Ashley Cain / Timothy Leduc           | 150,40      | 5  | 52,40 | 4  | 98,00  |
| 5    | Erika Smith / AJ Reiss                | 148,84      | 4  | 56,20 | 5  | 92,64  |
| 6    | Minerva Fabienne Hase / Nolan Seegert | 135,54      | 6  | 44,00 | 6  | 91,54  |
| 7    | Ioulia Chtchetinina / Noah Scherer    | 109,00      | 7  | 36,96 | 8  | 72,04  |
| 8    | Alexandra Herbríková / Nicolas Roulet | 108,46      | 8  | 35,16 | 7  | 73,30  |

### Pary taneczne
| Poz. | Zawodnicy                                  | Nota łączna | SD | SD    | FD | FD     |
| ---- | ------------------------------------------ | ----------- | -- | ----- | -- | ------ |
| 1    | Anna Cappellini / Luca Lanotte             | 180,50      | 1  | 71,42 | 1  | 109,08 |
| 2    | Madison Chock / Evan Bates                 | 179,18      | 2  | 70,78 | 2  | 108,40 |
| 3    | Piper Gilles / Paul Poirier                | 176,84      | 3  | 70,32 | 3  | 106,52 |
| 4    | Elliana Pogrebinsky / Alex Benoit          | 155,20      | 4  | 63,06 | 4  | 92,14  |
| 5    | Kavita Lorenz / Joti Polizoakis            | 139,94      | 5  | 59,18 | 6  | 80,76  |
| 6    | Yura Min / Alexander Gamelin               | 139,26      | 6  | 55,38 | 5  | 83,88  |
| 7    | Lorenza Alessandrini / Pierre Souquet      | 131,78      | 8  | 51,22 | 7  | 80,56  |
| 8    | Wiktoryja Kawalowa / Jurij Bielajew        | 127,28      | 9  | 49,88 | 8  | 77,40  |
| 9    | Katharina Müller / Tim Dieck               | 125,88      | 7  | 53,60 | 9  | 72,28  |
| 10   | Ekaterina Fedyushchenko / Lucas Kitteridge | 110,90      | 10 | 42,26 | 10 | 68,64  |